# إيترسكو يونيكو

الكرة الرسمية لكأس العالم 1990 لكرة القدم

كرة القدم إيترسكو يونيكو (بالإنجليزية: Etrusco Unico)‏، الكرة الرسمية لكأس العالم 1990 التي أقيمت في إيطاليا، أنتجت من قبل شركة أديداس للأقشمة الرياضية. وهي ثاني كرة متعددة الألوان بعد تانغو إسبانيا التي استخدمت في كأس العالم 1982. وهي كذلك أول كرة تصنع مع وجود طبقة داخلية من رغوة البولي يوريثان السوداء.